# Pandémie de Covid-19 en Australie
- 1 à 4 cas confirmés
- 5 à 49 cas confirmés
- 50 à 499 cas confirmés
- 500 à 4 999 cas confirmés
- Supérieur à 5 000 cas confirmés

La pandémie de Covid-19 en Australie démarre officiellement le 25 janvier 2020.
À la date du 18 septembre 2022, le bilan est de 14 759 morts.

## Confinement
L'Australie souhaite mettre en quarantaine ses rapatriés sur l'île Christmas, située à plus de 2 000 kilomètres de l'Australie.
Le 1er février 2020, l'entrée aux voyageurs venant de Chine est interdite à l'exclusion des résidents en Australie. Pour ces derniers une période de quarantaine de 14 jours est obligatoire.

## Historique de la pandémie en Australie

### 2020
Le 28 février 2020, sont comptabilisés 23 cas avec 15 guérisons.

#### Mars 2020
Deux rapatriés du Diamond Princess testés négatifs au Japon, sont testés positifs à leur arrivée en Australie. Le 1er mars survient le premier mort sur le territoire australien, un homme de 78 ans, ancien passager du Diamond Princess. Les 8 rapatriés du navire de croisière Diamond Princess sont sous traitement.
Le 2 mars, une personne travaillant dans la santé à Sydney, âgée de 53 ans et n'ayant pas voyagé récemment, a contracté le virus en Australie, il s'agit du premier cas autochtone détecté dans l'hémisphère sud, les autorités recherchent l'origine de cette contamination. Un second cas a été détecté le même jour, concernant une femme de Sydney âgée de 43 ans, probablement infectée par son frère qui était de retour d'Iran.
Le 6 mars, le nombre de cas s'élève à 59, avec deux morts. Le 10 mars, les autorités signalent 100 cas de contamination et trois morts.
Le 11 mars, l'acteur Tom Hanks et sa femme Rita Wilson qui préparent un film en Australie sont déclarés positifs au coronavirus et hospitalisés dans le Queensland. Le 14 mars, 200 cas de contamination sont avancés.
Le 21 mars, 1 016 cas de contamination et sept morts sont confirmés.
Le 28 mars, 3 980 cas de contamination et 16 morts sont confirmés.

#### Été 2020
Le 2 juillet 2020, les autorités australiennes signalent 8 001 cas de contamination et 104 morts.
Le 7 juillet à minuit, la frontière entre le Victoria et la Nouvelle-Galles du Sud, les deux États les plus peuplés d’Australie, ferme pour une durée indéterminée. Une première depuis 1919 quand il eut la pandémie de grippe espagnole[réf. nécessaire].
En septembre 2020, l’Australie se coupe du monde pour endiguer la pandémie, elle maîtrise sa deuxième vague épidémique "mais au prix d’une fermeture des frontières éprouvante pour la population". "Pour réduire les risques", le gouvernement établit un quota de 6 000 personnes autorisées à entrer dans le pays par semaine. Les compagnies aériennes ont limité le nombre de passagers à une trentaine par vol.

#### Bilan décembre 2020
Au mois de décembre 2020, l'Australie "n'a enregistré que 908 décès pour 25 millions d'habitants", soit près de 26 fois moins de décès par habitant qu'en France. L'État du Victoria, le plus touché du pays, concentrant à lui seul 90 % des décès du pays alors qu'il ne représente qu'un quart de la population", n'a enregistré aucun nouveau cas depuis fin octobre, au prix d'un nouveau confinement de 112 jours.

### 2021
En juillet 2021, l’Australie est rattrapée par le variant Delta et à la fin d'août 2021, l’Australie compte, depuis le début de la pandémie, plus de 42 000 cas de COVID-19 et 974 décès.

#### Manifestations
Le maintien du confinement à Sydney depuis juin 2021 et les restrictions étendues à deux États et à la capitale australienne Canberra, "affectant plus de 15 millions de personnes" provoque l'incompréhension et des manifestations.
Le regain épidémique dû au variant delta provoque, samedi 21 août, une extension du confinement dans tout l’État de Victoria et sa capitale Melbourne, où des milliers de personnes expriment leur colère lors d’une manifestation contre le confinement.
D'autres manifestations ont lieu aussi à Sydney et à Brisbane.
Fin septembre 2021, la police anti-émeute de Melbourne "fait usage de gaz poivre et de balles en caoutchouc" pour disperser une "manifestation d'opposants à l'obligation de vaccination pour les ouvriers de la construction" alors que beaucoup de chantiers ont été  brusquement arrêtés par l'administration, mettant "des dizaines de milliers d'ouvriers au chômage technique".

#### Réouverture des frontières
Début novembre 2021, l'Australie rouvre ses frontières, et accepte la venue de voyageurs s'ils sont entièrement vaccinés, sans avoir à subir de quarantaine.

### 2022

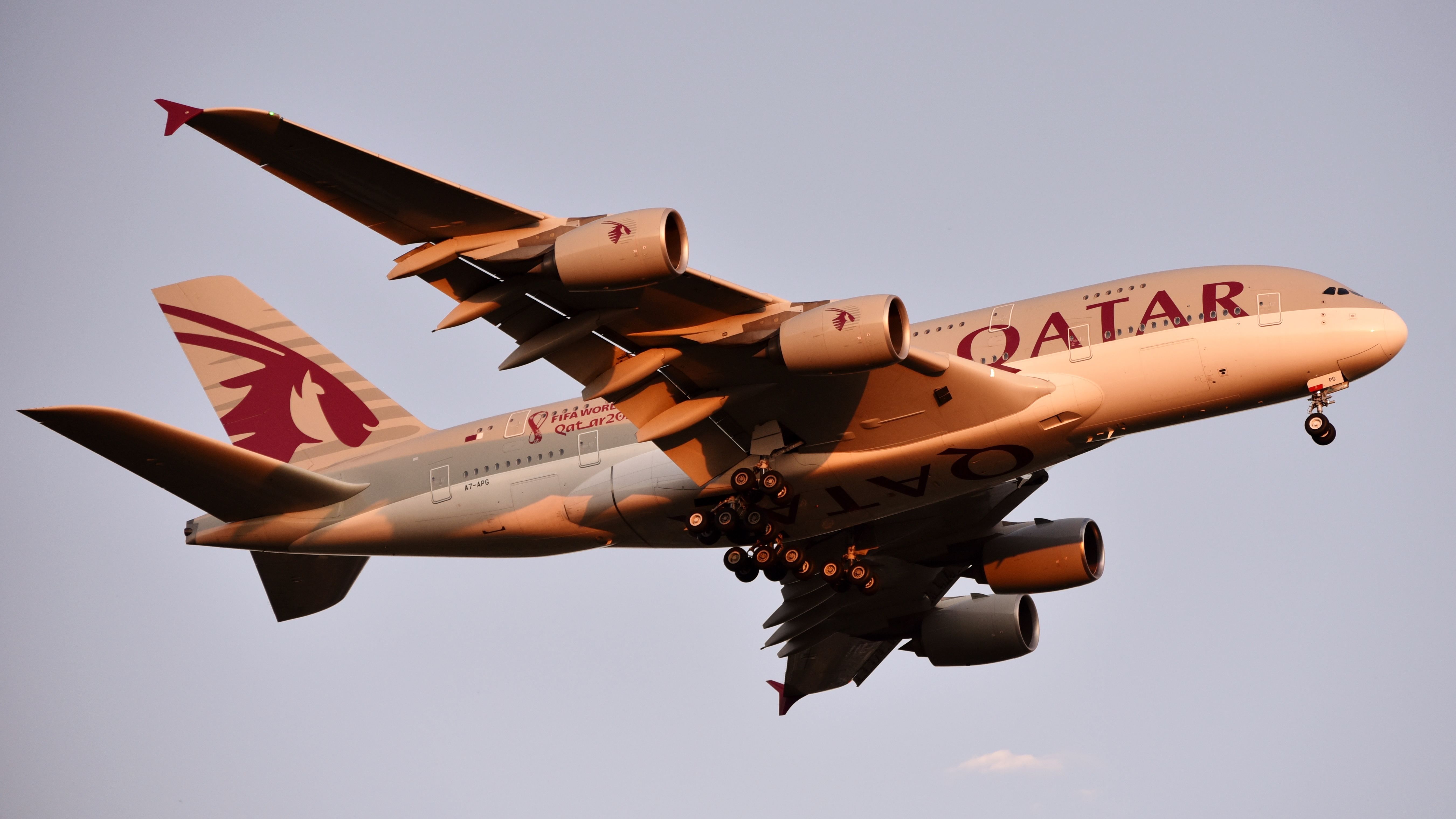
L'Airbus A380-861 de Qatar Airways en approche finale de l'aéroport de Perth, à l'issue du premier vol A380 de la compagnie entre Doha et Perth (Australie-Occidentale) depuis la suspension de ces vols en 2020 à cause de la pandémie de Covid-19 en Australie. Décembre 2022.

Au 24 mai 2022, il y a 353 415 cas actifs dont une majorité de cas dans le New South Wales (127 514 cas actifs) et le Western Australia (81 866 cas actifs).

## Traitements

### Médicaments
En avril 2020, La Monash University de Melbourne, a mené une expérience in vitro à partir d’ivermectine, une vieille molécule utilisée habituellement contre le paludisme et la gale,.

### Vaccination
À la mi-août 2021, moins de 25 % des Australiens sont totalement vaccinés, l'un des taux les plus bas des pays développés. Le gouvernement est notamment critiqué pour avoir tardé à lancer la campagne de vaccinationet à avoir commandé "des vaccins presque exclusivement auprès d’AstraZeneca".
Au 21 août, la campagne de vaccination s'est amplifiée, mais "à peine 30 % de la population a reçu deux doses de vaccin". La progression du variant Delta freine "les coûteux efforts imposés pour éradiquer complètement la COVID-19". Les autorités ont fixé "un objectif de plus de 70 % de vaccinés avant d’assouplir les restrictions".

## Événement sportif
- Le Grand Prix automobile d'Australie 2020[26] à Melbourne est annulé.

## Violations du droit international
Pendant la Pandémie, l'Australie est accusée à plusieurs reprises de violations du droit international envers ses ressortissants situés à l'étranger.
À partir de mars 2020, le pays ferme ses frontières et limite drastiquement les entrées dans le pays, y compris pour ses citoyens situés à l'étranger.
En conséquence, des milliers de citoyens australiens se retrouvent bloqués dans le monde entier, certains pour des durées longues. En avril 2021, un groupe dépose une plainte auprès du Comité des droits de l'homme des Nations unies en invoquant une violation du droit international, plus particulièrement des dispositions du Pacte international relatif aux droits civils et politiques qui prévoient que nul ne peut être arbitrairement privé du droit d’entrer dans son propre pays.
En mai 2021, face à la propagation du variant Delta, les autorités australiennes interdisent à titre temporaire à toute personne en provenance d'Inde, y compris à ses ressortissants se trouvant dans le pays, de revenir en Australie, sous peine de sanctions pénales, voire d'emprisonnement. La légalité de cette décision au regard du droit international est contestée.